# Kalanchoe dyeri
Kalanchoe dyeri ist eine Pflanzenart der Gattung Kalanchoe in der Familie der Dickblattgewächse (Crassulaceae).

## Beschreibung

### Vegetative Merkmale
Kalanchoe dyeri ist eine ausdauernde, vollständig kahle Pflanze, die Wuchshöhen von 60 bis 75 Zentimeter erreicht. Die kräftigen, stielrunden glauken Triebe sind aufrecht. Die fleischigen Laubblätter sind gestielt. Der halb stängelumfassende, abgeflachte Blattstiel ist auf der Oberseite rinnig und 3,8 bis 7,5 Millimeter lang. Die elliptische oder eiförmige Blattspreite ist 5 bis 19 Zentimeter lang und 3 bis 11 Zentimeter breit. Die Oberseite ist grün, die Unterseite glauk. Ihre Spitze ist stumpf bis zugespitzt, die Basis gerundet bis keilförmig. Der Blattrand ist unregelmäßig gekerbt-gezähnt.

### Generative Merkmale
Der dichte Blütenstand ist eine ebensträußige Zyme und erreicht eine Länge von 22 bis 30 Zentimeter. Die Blüten stehen an 16 bis 19 Millimeter langen Blütenstielen. Ihre Kelchröhre ist 1 bis 2 Millimeter lang. Die länglichen, stumpfen bis zugespitzten Kelchzipfel sind 6 bis 12 Millimeter lang und 1 bis 4 Millimeter breit. Sie sind durch gerundete Einbuchtungen voneinander getrennt. Die an ihrer Basis etwas vierkantige, blassgrüne Kronröhre ist oben etwas verschmälert und 43 bis 50 Millimeter lang. Ihre reinweißen, ausgebreiteten, lanzettlichen bis elliptischen, zugespitzten Kronzipfel weisen eine Länge von 18 bis 25 Millimeter auf und sind 9,5 bis 15 Millimeter breit. Die Staubblätter sind oberhalb der Mitte der Kronröhre angeheftet und ragen aus der Blüte heraus. Die Staubbeutel sind 1 bis 2 Millimeter lang. Die linealischen, etwas genabelten, weißen Nektarschüppchen weisen eine Länge von etwa 10 Millimeter auf. Das Fruchtblatt weist eine Länge von 16 bis 22 Millimeter auf. Der Griffel ist 22 bis 24 Millimeter lang.

## Systematik und Verbreitung
Kalanchoe dyeri ist in Malawi verbreitet. 
Die Erstbeschreibung durch Nicholas Edward Brown wurde 1905 veröffentlicht.

## Nachweise